# Золотой запас Российской империи

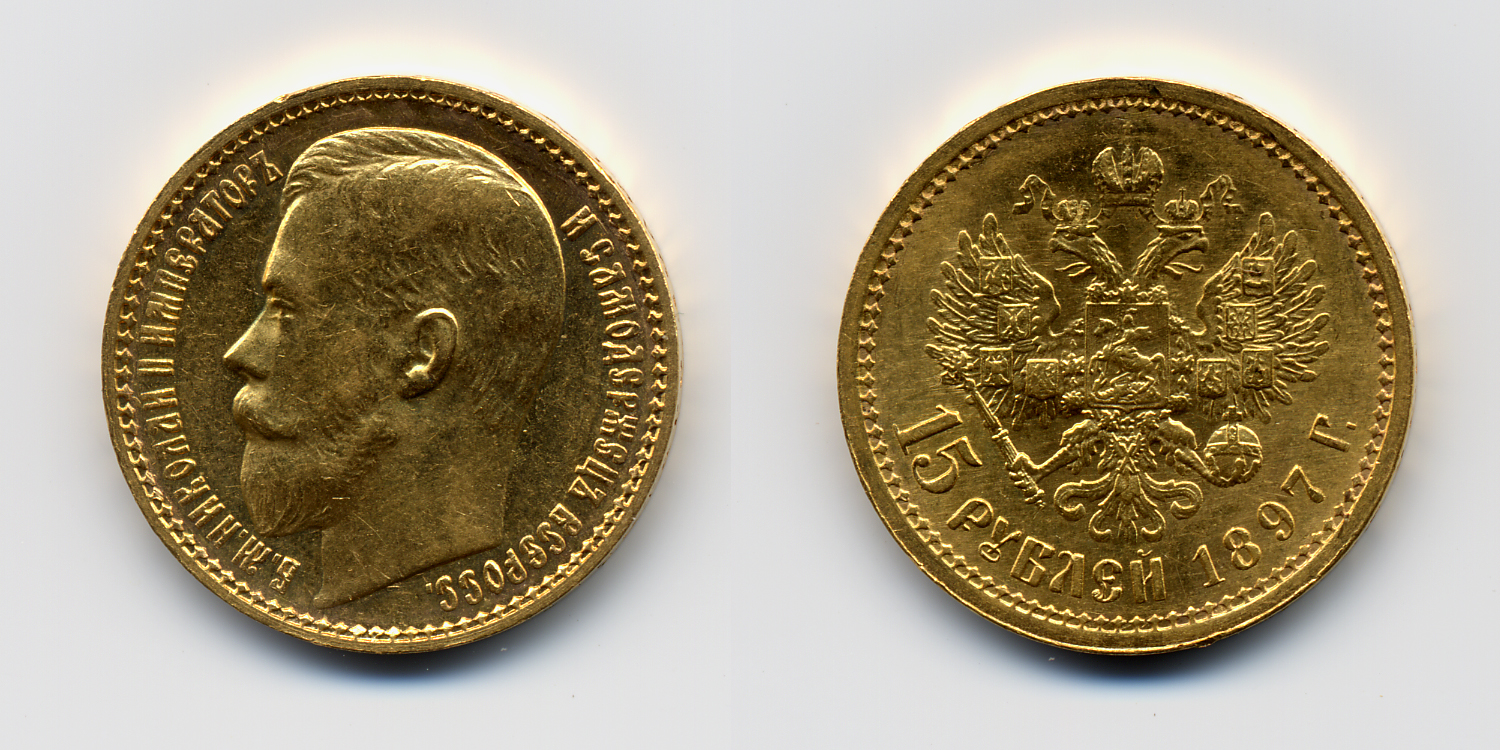
Империал Николая II 1897 года

Золото́й запа́с Росси́йской импе́рии — находившееся в государственной собственности Российской империи в хранилищах финансовых ведомств Казначейства и Госбанка золото в виде российской и иностранной монеты (в том числе XVIII, XIX и XX веков), кружков без аверса и реверса, полос, слитков, а также золотых самородков из хранилищ Санкт-Петербургского горного института.

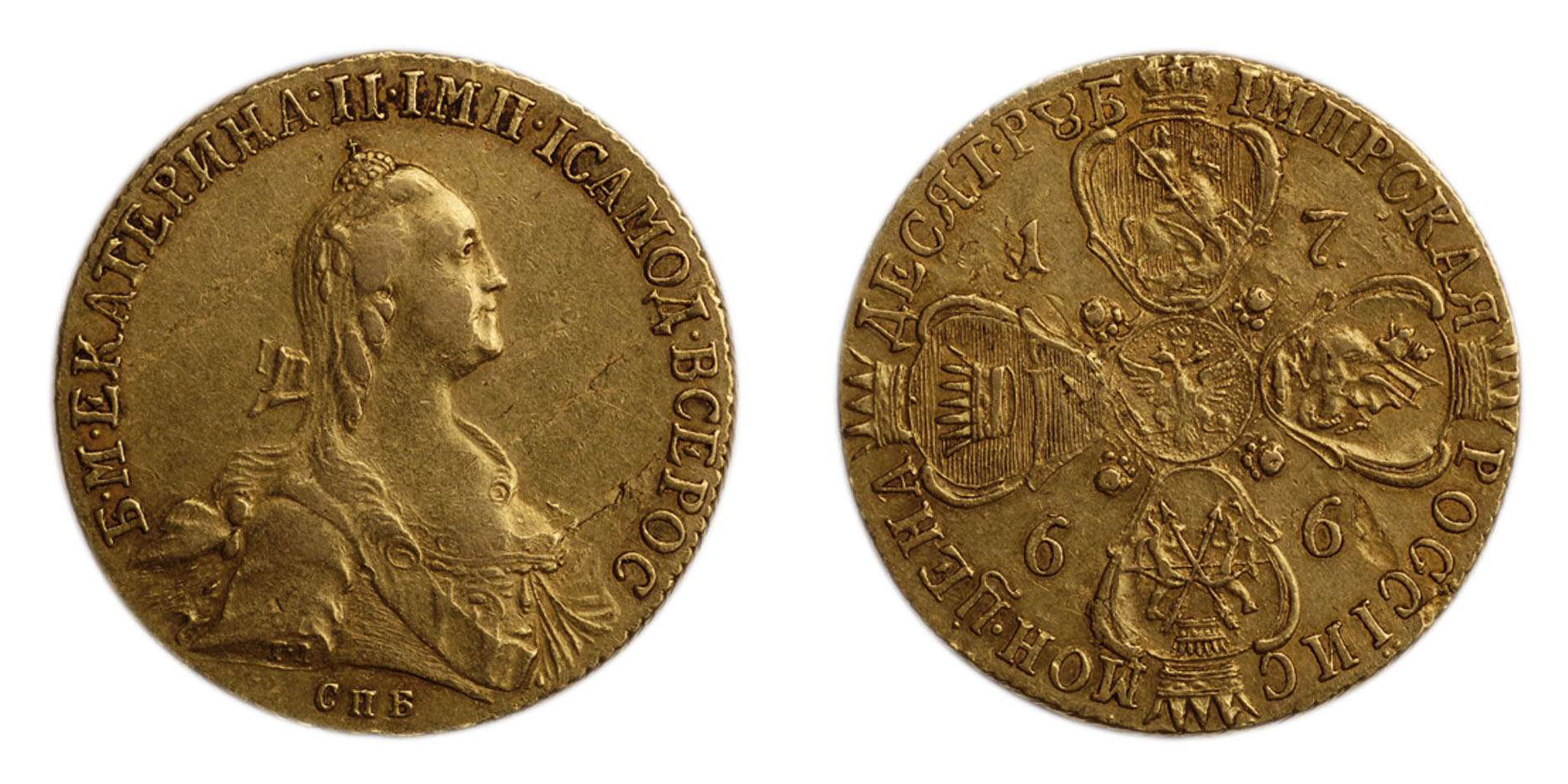
Имперская российская монета 10 рублей с портретом Екатерины II, 1766 год.

На начало Первой мировой войны золотой запас Российской империи являлся одним из крупнейших в мире (после США и Франции).

## История

### Единицы измерения
До августа 1914 года (начала Первой мировой войны) в Российской империи действовал золотой стандарт. Один рубль содержал 0,774235 г золота, соответственно 1 миллион рублей представлял собой 774 кг золота. В 1913 году курс рубля по отношению к другим валютам был 9,46 рубля за фунт стерлингов, 1,94 рубля за доллар США, 0,46 рубля за немецкую марку, 0,37 рубля за французский франк.

### XIX век
Золотой запас в 1855 году составлял 80,85 т, что делало Российскую империю первой в мире по этому показателю.

### До Первой мировой войны
По данным Всемирного совета по золоту, на начало 1913 года золотой запас центрального банка России составлял 1233 т. Согласно отчету Госбанка, к концу 1913 года золотой резерв Российской империи составлял 1695 т: 1312,5 т — централизованный резерв Госбанка, и 382,5 т  — монетарное золото в коммерческих банках и в обращении у населения. По информации министра финансов В. Н. Коковцова, общий запас золота, принадлежавшего Государственному банку и Государственному казначейству как в России, так и у заграничных корреспондентов, достиг к концу 1913 года 2170 млн. рублей. На 1 января 1914 года на заграничных счетах Госбанка России хранилось 8350 пудов (136.7 тонн) золота стоимостью 167,4 млн рублей, а стоимость русской золотой монеты в обращении составляла 494,2 млн рублей.

### Во время Первой мировой войны
В начале Первой мировой войны золотой запас России являлся третьим в мире по количеству и составлял 1,695 млрд рублей (1311 тонн золота, более 60 млрд долларов по курсу 2000-х годов).
В течение войны значительные суммы золотом были отправлены в Великобританию в качестве гарантии военных кредитов. В 1914 году через Архангельск в Лондон было отправлено 75 млн рублей золотом (8 млн фунтов). В пути корабли конвоя (крейсер Drake и транспорт Mantois) получили повреждения на минах и этот путь был признан опасным. В 1915—1916 годах 375 млн рублей золотом (40 млн фунтов) было отправлено по железной дороге во Владивосток, а затем на японских военных кораблях перевезено в Канаду (часть Британской империи) и помещено в хранилища Банка Англии в Оттаве. В феврале 1917 тем же путём через Владивосток было отправлено ещё 187 миллионов рублей золотом (20 млн фунтов). Эти суммы золотом стали гарантией английских кредитов России для закупки военного снаряжения на сумму соответственно 300 и 150 млн фунтов стерлингов.
Итого, к моменту национализации банков в конце 1917 года, с учётом золота, добытого во время войны, золотой запас России составлял 1101 миллион рублей, или 852,5 тонны золота.
С началом Первой мировой войны встал вопрос о сохранности государственного золотого запаса Российской империи, находившегося в Петрограде. Для гарантии сохранности была запланирована эвакуация государственных сокровищ.
Эвакуация началась в начале 1915 года. Из Петрограда ценности вывезли поездом в Казань и Нижний Новгород.
После Февральской революции туда же перевезли ещё и золото из других городов: Воронежа, Тамбова (в мае 1918 года в Казань прибыло золото, хранившееся в Тамбовском отделении Госбанка), Самары (в июне 1918 года), Курска, Могилева и Пензы. В итоге в Казани сосредоточилось более половины золотого запаса Российской империи.
Буквально за несколько дней до Октябрьской революции золото в слитках на сумму 5 млн рублей было погружено в поезд «особого назначения» и направлено через Петроград и Финляндию в Стокгольм, шведский Рикс-банк.

### После 1917 года
Золотой запас России унаследовала РСФСР. Дополнительно к резервам Государственного банка около 200 т золота было изъято у населения в ходе тотальных конфискаций 1918–1922 годах.
В Великобритании и Франции в результате предоставления залогов по кредитам, а также в результате выплаты контрибуции Германии в 1918 году (см. Выплаты по мирным договорам) оказалось российского золота на 684 млн 189 тыс. золотых руб. При этом долги России составили: Великобритании — 5 млрд 100 млн руб., Франции — 1 млрд 340 млн руб.

#### Выплаты по мирным договорам
В соответствии с 3-й статьёй Русско-германского добавочного (к Брест-Литовскому) договора и приложенному к нему финансовому соглашению, подписанному в Берлине 27 августа 1918 г. представителями Советской России, с одной стороны, и Центральных держав (Германии, Австро-Венгрии, Турции и Болгарии) — с другой, РСФСР обязалась выплатить Германии контрибуцию кредитными билетами и золотом (245 564 кг). В сентябре 1918 г. из хранилища золота в бывшем Нижегородском отделении Госбанка России через Москву и Оршу в кладовые Рейхсбанка в Берлине было отправлено два «золотых эшелона», куда было загружено 93,535 т золота стоимостью 124,835 млн рублей.
После подписания Компьенского перемирия Брест-Литовский договор был разорван. По условиям Версальского мирного договора, подписанного Германией, все финансовые последствия Брестского мира аннулировались, а золото, доставленное в Германию из Советской России, по статье 259 Версальского договора переходило под контроль Антанты, хотя его дальнейшая судьба не определялась. Российское золото было доставлено в Банк Франции, где и размещено на хранение. По российско-французскому соглашению об урегулировании взаимных финансовых претензий 1997 года Россия отказалась от требований на золото, оставшееся во Франции, и требований, связанных с интервенцией 1918—1922 годов, и выплатила Франции компенсацию в 400 млн долларов, а Франция отказалась от требований выплаты долга по займам и облигациям царского правительства.
По условиям подписанного 2 февраля 1920 года Тартуского мирного договора между РСФСР и Эстонией, Эстонии было выплачено 11,6 тонн золота на сумму 15 миллионов рублей.
Согласно советско-литовскому мирному договору, подписанному 12 июля 1920 года, Литве было выплачено 3 миллиона рублей золотом.
Согласно Рижскому мирному договору 1920 года Латвии выплачивалось 4 миллиона рублей золотом (о выплатах РСФСР по договорам Германии, Эстонии, Латвии и Литве.
Согласно Рижскому мирному договору 1921 года Польше должно было быть передано 30 млн золотых рублей, но по разным причинам это постановление договора никогда не было выполнено.

#### Золотой запас в Казани
По поручению В. И. Ленина главный комиссар Народного банка республики Т. И. Попов в середине июня 1918 г предписал Казанскому отделению Госбанка подготовиться к возможной эвакуации ценностей. 27 июня в разгар работ управляющего Казанским отделением Народного банка Марьина вызвал к себе главком Муравьев. Он обвинил финансовых работников в паникерстве и трусости. Наутро у здания банка встал усиленный наряд из личной охраны Муравьёва. В первых числах июля Муравьев попытался захватить власть в Казани и овладеть кладовыми Казанского банка.
27 июля 1918 года СНК РСФСР создал группу по эвакуации золотого запаса из Казани в составе К. П. Андрушкевич (руководитель), Н. В. Наконечный, С. М. Измайлов. Вечером 28 июля 1918 года группа была в Казани. Она имела в своем распоряжении несколько барж и пароходов, снаряжённых в Нижнем Новгороде. Предстояло вывезти около 80 тысяч пудов драгоценностей. Были ускорены работы по прокладке подъездных путей от банка до пристани, налаживался транспорт, велась проверка упаковки золота. Для охраны золота в пути был сформирован конвой из 20 человек во главе с членом ревкома комиссаром финансов Казанского Совета А. И. Бочковым.
В августе 1918 года советские власти приняли решение эвакуировать золото из Казани, однако стремительность атаки Казани Каппелем смешала планы советского руководства, которому удалось вывезти из Казани всего 4,6 тонны золота (100 ящиков). След этих денег потерян, хотя в 1929 году ОГПУ организовало под Казанью экспедицию по их розыску, как установил историк А. Г. Мосякин.

#### Золото, взятое Каппелем

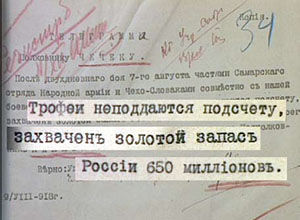
Телеграмма Каппеля Чечеку о взятии Золотого запаса России

Казань штурмовали добровольцы Генерального штаба полковника В. О. Каппеля, чешские части под командованием Й. Швеца, К. Кутлвашера и русского капитана Степанова. На их сторону неожиданно для красных перешли бойцы Сербского батальона майора Благотича, ударившие во фланг красным латышским стрелкам, переброшенным накануне на оборону города.

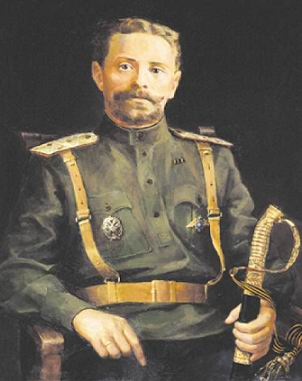
Генерального штаба генерал-лейтенант В. О. Каппель

Уже к полудню 7 августа 1918 года отрядом полковника Каппеля Казань была полностью освобождена от бойцов Латышского 5-го Земгальского полка, защищавшего город вместе с другими красными отрядами. Полковник Каппель докладывал в телеграмме полковнику С. Чечеку: «Трофеи не поддаются подсчёту, захвачен золотой запас России в 650 миллионов…». Кроме того, из казанской части Золотого запаса Российской империи белым достались 100 млн рублей кредитными знаками, слитки золота, платины и другие ценности. Впоследствии полковник Каппель сделал всё, чтобы вовремя вывезти Золотой запас России из Казани и сохранить его для Белого дела.
Захваченную в Казани часть золотого и серебряного запаса Российской империи и в количестве более чем пятисот тонн золота и не менее 750 ящиков серебра на пароходах под охраной отправили в Самару — столицу КОМУЧа. Из Самары золото на некоторое время перевезли в Уфу, а в конце ноября 1918 года золотой запас Российской империи был перемещён в Омск и поступил в распоряжение правительства адмирала Колчака.
Золото было размещено на хранение в филиале Госбанка.
В мае 1919 года группа сотрудников банка начала пересчёт золота. На всех ящиках были проверены пломбы и печати, после чего актом от 10 мая 1919 г. было установлено, что всего в Омске находилось золото на сумму 651 532 117 руб. (505 тонн). Кроме того, здесь хранилось золото, не включённое в государственный запас — золотые части приборов, принадлежащие Главной палате мер и весов.
31 октября 1919 года золотой запас под усиленной охраной офицерского состава был погружён в вагоны. Золото и охрану разместили в 40 вагонах, ещё в 12 вагонах находился сопровождающий персонал. Транссибирская магистраль на всём протяжении от Ново-Николаевска (ныне Новосибирск) до Иркутска контролировалась чехами, отношение которых к адмиралу сильно ухудшилось после разгона Уфимской директории, и последовавших за этим репрессий. К тому же главной задачей чехов была собственная эвакуация из России. Только 27 декабря 1919 года штабной поезд и поезд с золотом прибыли на станцию Нижнеудинск, где представители Антанты вынудили адмирала Колчака подписать приказ об отречении от прав Верховного правителя России и передать эшелон с золотым запасом под контроль Чехословацкого корпуса. 15 января 1920 года чешское командование выдало Колчака эсеровскому Политцентру, который уже через несколько дней передал адмирала большевикам. 7 февраля чехословаки возвратили советским властям 409 млн рублей золотом в обмен на гарантии беспрепятственной эвакуации корпуса из России.
Народный комиссариат финансов РСФСР в июне 1921 года составил справку, из которой следует, что за период правления адмирала Колчака золотой запас России сократился на 235,6 миллиона рублей, или на 182 тонны. В некоторых ящиках, где некогда хранились золотые слитки, были обнаружены кирпичи и камни. На закупку вооружения и обмундирования для Российской армии Верховный Правитель потратил 68 миллионов рублей. 128 миллионов рублей были им размещены в зарубежных банках, их дальнейшая судьба остаётся неясной.
Ещё 35 миллионов рублей из золотого запаса пропало уже после передачи его большевикам, при перевозке из Иркутска в Казань. Однако эта информация, изложенная в книгах В. Г. Сироткина, документально не подтверждается. Историк А. Г. Мосякин, работая с архивными документами по «золоту Колчака», усомнился в её правдивости и сделал запрос в Российский госархив социально-политической истории (РГАСПИ) с просьбой исследовать имеющиеся документы по этой теме. Московские архивисты провели тщательную исследовательскую работу. В январе 2018 года Мосякин получил официальный ответ за подписью и. о. директора РГАСПИ М. С. Астаховой где сказано: «На основании просмотра выявленных документов РГАСПИ на данный момент не представляется возможным подтвердить обнародованное В. Г. Сироткиным утверждение об исчезновении золота на 35 миллионов золотых рублей в процессе перемещения „золота Колчака“ из Иркутска в Казань в 1920 г.». Архивные документы, которые Мосякин нашел в том же 2018 году, не подтверждают и другую версию профессора Сироткина — о якобы имевшей место замене золота на кирпичи и прочий хлам в эшелоне с сибирским «золотом Колчака», охранявшемся чехословацкими легионерами, хотя к хищению 13 ящиков с золотом на станции Зима (перед ст. Тыреть) в январе 1920 года они, скорее всего, были причастны.
Пропавшее золото теперь ищут кладоискатели-любители множества городов от Иркутска до Петропавловска (Северный Казахстан), где, однако, по утверждениям некоторых историков его и быть не могло.

#### Золото, взятое Чехословацким корпусом
В Казани по предварительным данным было захвачено более 657 миллионов рублей золотом. Это золото было перевезено в Самару, а потом, под охраной Чехословацкого корпуса, отправлено из Самары в Омск. При переучёте в Омске обнаружился только 651 миллион рублей. Некоторые историки на этом основании утверждают, что недостающие 6 миллионов были украдены чехами. Кроме того существует расхождение в 4-5 миллионов рублей между суммой, оставшейся у Колчака после закупки оружия, и суммой, полученной большевиками в Иркутске. По одной из версий, эти 4-5 миллионов тоже украли чехи, когда золото снова оказалось под их охраной на пути из Омска в Иркутск. В поддержку этой версии приводится переписка руководителей чешской армии и государства, в частности, существовавшее, по утверждению владивостокского краеведа Буякова, секретное письмо Бенеша командованию легиона, в котором он выражает заинтересованность в «закупке золота и других драгоценных металлов». Ещё одним основанием для этой версии служит то, что вернувшиеся на родину легионеры основали собственный банк — «Легиабанк», ставший одним из крупнейших банков Чехословакии. Однако, по уточнённым данным, пропавшего колчаковского золота не могло хватить для основания банка.
Бывший заместитель министра финансов в правительстве Колчака Новицкий в 1921 году в публикации в лондонском русскоязычном журнале утверждал, что чехи присвоили 63 миллиона рублей. Представители оппозиционных немецких партий в довоенном парламенте Чехословакии обвиняли правительство в краже 36 российских миллионов. Ни цифры Новицкого, ни цифры немецких партий не подтверждаются документами и не поддерживаются серьёзными историками. По современным данным сумма, примерно соответствующая 63 миллионам, была тайно переведена министерством финансов на счета доверенных лиц белого движения за границей, чтобы обезопасить золото от возможной конфискации его большевиками.
В связи с вопросом русского золота в Чехословакии иногда отмечается, что после Гражданской войны чешское правительство пригласило в страну несколько тысяч российских эмигрантов и активно помогало им материально. Только с 1921 по середину 1927 года на их поддержку было выделено 489 миллионов крон (приблизительно 170 миллионов долларов) — то есть значительно большая сумма, чем та, которую легионеры могли вывезти из Сибири даже по самым смелым оценкам.

#### Золото, взятое атаманом Семёновым

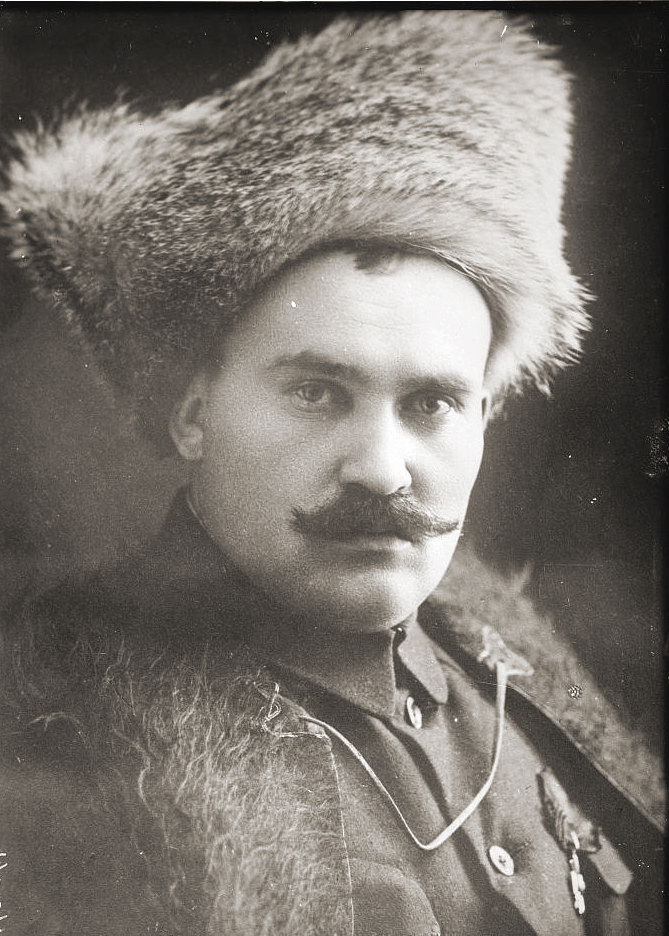
Атаман Семёнов

В сентябре 1919 в Чите атаманом Семёновым был захвачен эшелон с 42 миллионами рублей «колчаковского» золота. Из них 29 миллионов Семёнов потратил на нужды своей армии и правительства, расчёты с поставщиками и местным населением, в том числе и на выплату заработной платы железнодорожникам и другим служащим госучреждений.
В марте 1920 года в порту Дальний атаман Семёнов передал японской стороне 33 ящика с золотыми монетами (порядка 1,5 тонны). По информации посольства Японии в России деньги были помещены на депозит в банк Тёсэн Гинко. 1 млн 400 тыс. иен с вышеуказанного депозита в качестве оплаты за продукцию военного назначения были перечислены на счет в банке Ёкохама Сёкин Гинко генералу М. П. Подтягину, который являлся военным атташе Дальневосточной армии при посольстве России в Токио. В 1922—1929 годах в японских судах рассматривался спор между Семёновым и Подтягиным о том, кому из них должны быть возвращены примерно 1 млн 60 тыс. иен, которые остались после произведённых выплат.
В ноябре 1920 года начальник снабжения семёновской Дальневосточной армии генерал-майор Павел Петров передал под расписку на временное хранение начальнику японской военной миссии полковнику Исомэ 20 ящиков с золотой монетой и 2 ящика со слитками на сумму 1,2 миллиона рублей. Впоследствии это золото так и не было возвращено японцами Петрову, хотя он много раз пытался его вернуть.
В 1934 году Петров подал иск в токийский суд на министерство обороны Японии. Продолжавшийся до 1940 суд был фактором внутренней японской политики, в судебном деле Петрова поддерживали японские либералы, которые таким образом хотели уменьшить политическое значение военных из Квантунской армии. Наконец в 1940 году суд вынес решение против Петрова. Суд указал, что хотя факт получения золота японцами установлен, но, поскольку Дальневосточная армия Семёнова больше не существует, то Петров является частным лицом и не может быть правопреемником Российской империи и Романовых, которым изначально принадлежало золото.
В японской печати высказывалось мнение, что кроме упомянутых выше сумм какое-то количество золота, захваченное японскими войсками в Сибири, было скрыто японскими офицерами от японского правительства и присвоено ими в личную собственность, пошло в секретные фонды армейской разведки и на подкуп чиновников и членов парламента в Токио.

#### Золото, вернувшееся в распоряжение советских властей
После всех известных событий и перипетий, связанных с «золотом Колчака», его остаток был доставлен в мае 1920 г. из Иркутска в Казань. Сумма составила 409 625 870 руб. Это 317,5 т чистого золота, которое было зачислено на баланс Центрального бюджетно-расчетного управления Наркомфина.
Помимо этого, в начале 1920 г. в распоряжении правительства В. И. Ленина находилось золото на сумму около 550 млн руб.
Итого полученный РСФСР золотой запас Российской империи в это время сохранился на две трети и оценивался в 960 млн руб., что эквивалентно 743,3 т чистого драгметалла. Однако по архивным документам, недавно найденным и обнародованным Александром Мосякиным, 9 ноября 1920 г. золотой запас РСФСР составлял уже 546 196 180 руб., что эквивалентно 422,9 т чистого золота, плюс в распоряжении большевиков было румынское золото на сумму 117,9 млн руб. (91,3 т).
К 1 сентября 1921 года золотой запас РСФСР уменьшился до 73 520 849 руб. (56,9 т). Также было израсходовано румынское золото на 12,6 млн руб.
В 1920—1921 годах 8,4 млн золотых рублей было выделено как помощь «кемалевской» Турции, ведшей войну с Антантой, приступившей к расчленению Османской империи согласно Мудросскому перемирию.
Проблема с золотом на 4 млн 850 тыс. золотых руб. (или 13,15 млн шведских крон), которое было отправлена в Швецию в 1917 году в обеспечение кредита на 30 млн шведских крон заключалась в том, что формально этот кредит был открыт консорциуму частных банков во главе с Азовско-Донским банком. В 1930-е годы правительство Швеции признало, что это золото было государственным, и предложило правительству СССР в обмен на его отказ от претензий на это золото передать в его свободное распоряжение 5,5 млн крон, что составляло остаток от стоимости золота за вычетом долгов российского правительства шведскому Красному Кресту и государственным железным дорогам Швеции за перевозки военного времени, а также долгов российских коммерческих банков. Советское правительство согласилось на предложенные условия, и деньги были выплачены 2 июля 1933 года.

### Золото во внешней политике
Всего за 10 месяцев 1921 года из Советской России на Запад было вывезено золота на сумму 485,3 млн руб. (375,7 т), из них только четверть израсходовали на закупки зерна, 1200 паровозов, снаряжения для Красной армии и пр., а основная масса золота легла на секретные партийные счета в западных банках. Отвечал за эти сверхсекретные операции уполномоченный Политбюро ЦК РКП(б) по золотовалютным операциям за границей Максим Литвинов. Выступая в апреле 1928 года в Москве на 3-й сессии ЦИК, Литвинов признал: «В 1921 году я состоял главным уполномоченным СНК по валютным операциям и по реализации нашего золота за границей. Я находился в Ревеле и через мои руки прошло несколько сот миллионов рублей нашего золота, проданного мною за границу. Бо́льшая часть этого золота была продана мною непосредственно или через разных посредников крупным французским фирмам, которые это золото переплавляли не то во Франции, не то в Швейцарии, откуда это золото находило свое последнее убежище в кладовых американского резервного банка». К началу 1922 года свободные от обязательств золотовалютные резервы РСФСР, с учётом румынского золота, составляли всего лишь 107,7 млн руб. (83,5 т).

#### Закупка паровозов
В 1920 году правительство Советской России осуществило заказ на производство в Швеции и Германии 1200 паровозов типа 0-5-0 по российскому проекту серии Э. За организацию производства отвечала Российская железнодорожная миссия во главе с инженером Ю. В. Ломоносовым. На данный заказ было зарезервировано 300 миллионов рублей золотом, из которых израсходовали 200 миллионов. При этом на данную сумму были приобретены не только паровозы, но и суда для их доставки; часть судов позже была передана торговому флоту, а остальные проданы в другие страны.
Эта сделка позволила в условиях послевоенной разрухи всего за несколько лет поставить на железные дороги страны крупную партию относительно современных, на тот момент, локомотивов, что позволило выйти из кризиса перевозок. Однако данный заказ и его целесообразность неоднократно критиковались как современниками, так и в XXI веке.

## Монеты, составлявшиезолотой запасимперии

Рубль Елизаветы I для дворцового обихода, 1756
Полтина Екатерины II для дворцового обихода, 1777
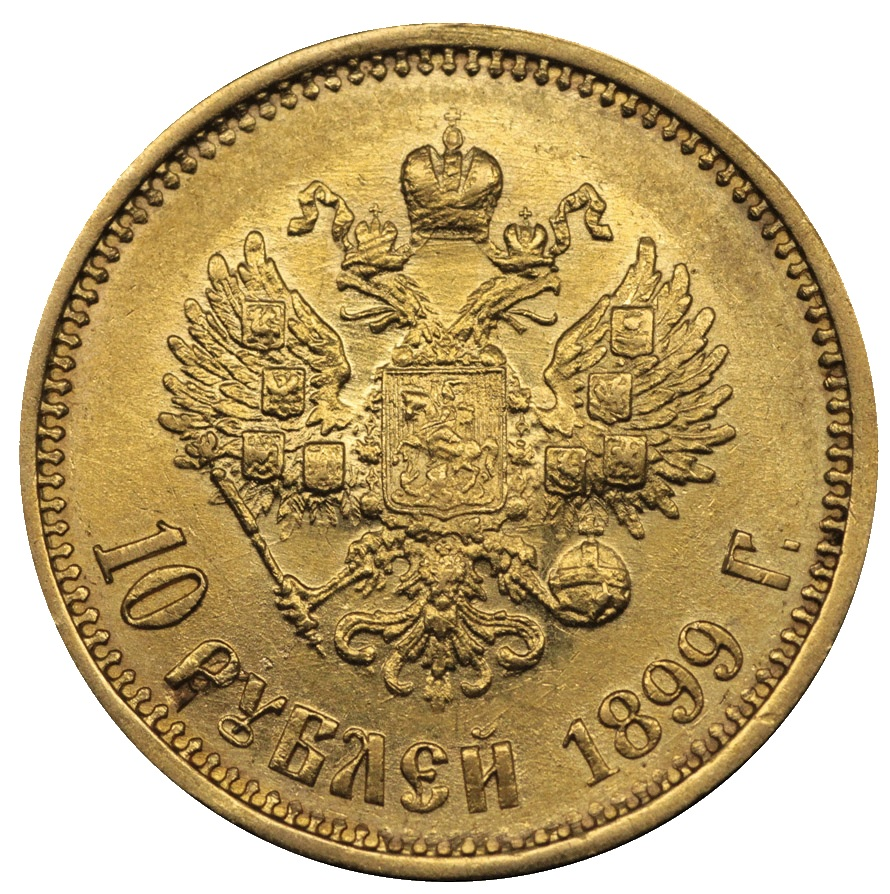
Червонец Николая II 1899
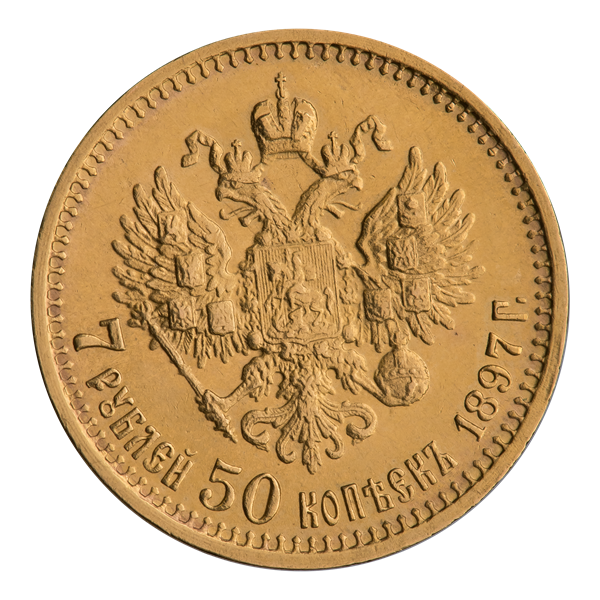
Семь-пятьдесят (полуимпериал) Николая II 1897
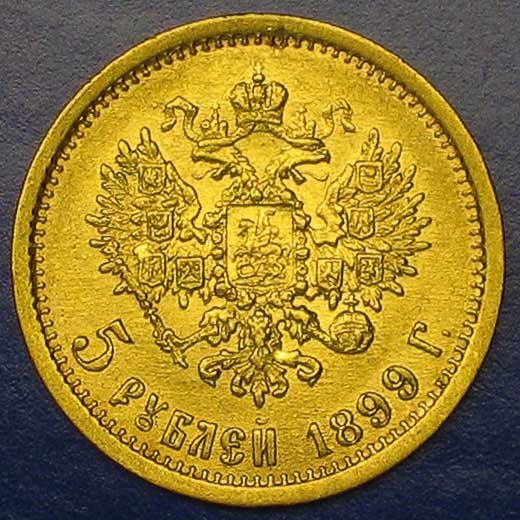
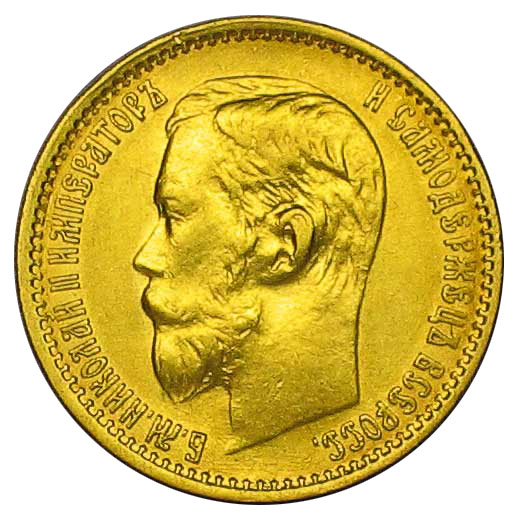
Пятирублёвик Николая II 1899

## В искусстве
- фильм «Золотой эшелон» (1959)
- мультфильм «Корто Мальтез: Погоня за золотым поездом» (2002)
- документальный фильм «Охота за царским золотом» (Телеканал «РЕН ТВ», 2008)
- документальный фильм «Поезд-призрак. Тайна золота Колчака» (Телеканал «История», 2010)